# 38 Bootis
38 Bootis ist ein Stern im Sternbild Bärenhüter. Er hat eine scheinbare Helligkeit von 5,7 mag und gehört der Spektralklasse F6 IVs an. Die Entfernung des freiäugig knapp sichtbaren Sterns beträgt ca. 160 Lichtjahre.
Der Stern trägt den historischen Eigennamen Merga (aus arabisch المرأة المسلسلة, DMG al-marʾa al-musalsala; auch „Falx Italica“ oder „Marrha“).